# NGC 3867
NGC 3867 is een spiraalvormig sterrenstelsel in het sterrenbeeld Leeuw. Het hemelobject werd op 23 maart 1881 ontdekt door de Franse astronoom Édouard Jean-Marie Stephan.

## Synoniemen
- UGC 6731
- MCG 3-30-103
- ZWG 97.134
- PGC 36649